# Aranarache
Aranarache (em castelhano) ou Aranaratxe (em basco) é um município da Espanha na província e comunidade autónoma de Navarra. Tem 3,75 km² de área e em 2021 tinha 69 habitantes (densidade: 18,4 hab./km²).

## Demografia
| Variação demográfica do município entre 1991 e 2004 | Variação demográfica do município entre 1991 e 2004 | Variação demográfica do município entre 1991 e 2004 | Variação demográfica do município entre 1991 e 2004 |
| --------------------------------------------------- | --------------------------------------------------- | --------------------------------------------------- | --------------------------------------------------- |
| 1991                                                | 1996                                                | 2001                                                | 2004                                                |
| 106                                                 | 93                                                  | 93                                                  | 85                                                  |